# Crise israélo-palestinienne de 2023
Pour les articles homonymes, voir Siège ou bataille de Gaza.
Conflit israélo-palestinien
Batailles
- Émeutes de Jérusalem (1920)
- Émeutes de Jaffa (1921)
- Massacre d'Hébron (1929)
- Grande Révolte arabe (1936-1939)
- Guerre civile (1947-1948)

- Guerre israélo-arabe de 1948
- Guerre israélo-arabe (1948-1949)
- Guerre des Six Jours (1967)
- Opération Colère de Dieu (1972-1992)

- Crise du canal de Suez (1956-1957)
- Guerre d'usure (1967-1970)
- Guerre du Kippour (1973)
- Attaque contre un poste-frontière (2012)

- Première guerre du Liban (1975-1990)
- Opération Litani (1978)
- Intervention israélienne au Liban (1982)
- Opération Raisins de la Colère (1996)
- Deuxième guerre du Liban (2006)

- Première intifada (1987-1993)
- Seconde intifada (2000-2005)
- Opération Arc-en-ciel (2004)
- Opération Jours de pénitence (2004)
- Opération Pluies d'été (2006)
- Blocus de la bande de Gaza (2007)
- Guerre de Gaza (2008-2009)
- Abordage de la flottille pour Gaza (2010)
- Confrontation israélo-palestinienne (2011)
- Guerre de Gaza (2012)
- Guerre de Gaza (2014)
- Regain de violence (2015-2017)
- Marche du retour (2018-2019)
- Crise israélo-palestinienne (2021)
- Guerre à Gaza (2023)

- Massacre de Munich (1972)
- Massacre de Sabra et Chatila (1982)

La crise israélo-palestinienne de 2023 est une série d’affrontements entre Israéliens et Palestiniens dans les territoires occupés de Cisjordanie et de Jérusalem-Est, en Israël ainsi que dans la bande de Gaza.
Elle commence après des séries de raids de l’armée israélienne en Cisjordanie pour déjouer des attaques terroristes présumées, menant aux pires affrontements en Cisjordanie depuis 18 ans et la Seconde intifada. De nombreux attentats sont alors commis en représailles par des Palestiniens en Israël et contre les colons israéliens.
Le 9 mai, l'armée israélienne lance l'opération « Bouclier et Flèche », en éliminant des dirigeants du Jihad islamique palestinien. Le groupe terroriste réplique en tirant des centaines de roquettes et de missiles sur Israël.
Après cette courte confrontation vient une période de relative accalmie durant l'été 2023, ponctuée de nouvelles opérations israéliennes en Cisjordanie occupée et d'actes terroristes palestiniens contre des colons israéliens.
Cette période est brutalement interrompue en octobre 2023 par l'attaque contre Israël, menée par le Hamas, et par sa riposte israélienne, « Épées de fer », conduisant à une guerre de grande ampleur entre l'État d'Israël et la bande de Gaza.

## Chronologie non exhaustive

### Janvier - février: Raids israéliens en Cisjordanie et attentats palestiniens

#### Raid israélien à Jénine le 26 janvier
Le 26 janvier, l’armée de défense d'Israël mène une opération dans la ville palestinienne de Jénine en Cisjordanie contre une « escouade terroriste » du Jihad islamique. Des échanges de tirs ont lieu, et les soldats sont pris à partie par des Palestiniens. La riposte est sanglante faisant 9 morts et 16 blessés.
Les affrontements entre militants palestiniens et soldats israéliens sont fréquents à Jénine et en Cisjordanie. Mais il s’agit d’une des journées les plus meurtrières. D'après les Nations unies, le bilan des morts pendant l'opération sur Jénine est le plus élevé qui ait été comptabilisé depuis le début des recensements des victimes du conflit israélo-palestinien à partir de 2005. Lors de l'affrontement, celui-ci porte le nombre de Palestiniens, civils ou membres de groupes armés, tués à 30 depuis le début de l'année en Cisjordanie.
À la suite des événements de Jénine en Cisjordanie, des tirs de roquettes ont été effectués de la bande de Gaza vers Israël sans faire de victime. L'armée de l'air israélienne riposte alors, menant des frappes nocturnes contre des infrastructures du Hamas, tenu pour responsable des tirs en provenance de Gaza.
L'Autorité palestinienne exprime sa condamnation des affrontements et appelle à une intervention internationale urgente.
L'Autorité palestinienne décide de rompre la coopération sécuritaire avec Israël, pour la première fois depuis 2020. Les États-Unis déclarent le regretter, estimant « très important que les parties maintiennent voire approfondissent leur coordination sécuritaire », et annoncent la venue d'Antony Blinken en Israël et en Cisjordanie.

#### Attaques terroristes du 26 et 27 janvier à Jérusalem-Est
Le 27 janvier, un Palestinien de 21 ans ouvre le feu à la sortie d'une synagogue à Jérusalem-Est faisant 7 morts et 10 blessés, avant d'être abattu par les forces de l'ordre. L’attaque, qualifiée d'« abjecte » par le Quai d'Orsay comme par le secrétaire général de l'ONU, est survenue pendant les prières du début du Shabbat et durant la journée internationale dédiée à la mémoire des victimes de la Shoah. L’attentat n’est pas revendiqué mais le Hamas justifie « cette opération [qui] est une réponse au crime conduit par les forces d'occupation à Jénine et une réponse naturelle aux actions criminelles de l'occupation ». Le Jihad islamique salue également l’attaque.
Le lendemain, le 28 janvier, un Palestinien de 13 ans ouvre le feu sur le site archéologique de la Cité de David et blesse 2 personnes, avant d'être blessé par les forces de l'ordre.

#### Raid israélien à Jéricho le 6 février
Le 6 février, l'armée israélienne mène un raid dans le camp de réfugiés palestiniens d'Aqabat Jabr à Jéricho contre une cellule du Hamas. Le bilan est de 5 Palestiniens tués.

#### Attaque terroriste du 10 février àJérusalem-Est
Le 10 février, une attaque à la voiture-bélier à Jérusalem-Est fait 2 morts dont un enfant et 5 blessés à un arrêt de bus, avant que l'assaillant soit neutralisé par les forces israéliennes de l'ordre.

#### Raid israélien à Naplouse le 22 février
Le 22 février, l'armée israélienne mène un raid dans la ville palestinienne de Naplouse contre des militants de La Fosse aux lions. Le raid dégénère et fait au moins 11 morts et entre 80 et 100 blessés dont au moins 30 par balles, militants armés et civils. C’est le pire bilan en Cisjordanie depuis la deuxième Intifada (2000-2005).
En réponse, le Jihad islamique tire entre 6 et 8 roquettes depuis la bande de Gaza, qui sont interceptées par le système dôme de fer ou ne font pas de dégâts. L'armée israélienne mène alors des frappes contre ce qu'elle décrit comme « une usine de fabrication d'armes » et un « camp militaire » appartenant au Hamas.

#### Attaque terroriste du 26 février
Le 26 février, 2 frères habitants d’une colonie juive près de Naplouse sont percutés par une voiture. Un individu en sort et les tue par balles. L’assaillant est en cavale. L'attaque n'est pas revendiquée mais le Jihad islamique la qualifie « d'opération héroïque ».

#### Émeute du 26 au 27 février
Dans la nuit du 26 au 27, et en réponse à l’assassinat des 2 frères, des dizaines d’autres colons israéliens sont entrés le dimanche soir à Huwara, ville du nord de la Cisjordanie occupée pour mener une expédition punitive. Plus de 100 voitures et 30 maisons et bâtiments ont été incendiés, un Palestinien a été tué et 98 autres blessés selon la Croix-Rouge palestinienne.
Benjamin Netanyahu déclare : « Je vous demande, même si le sang est encore chaud et les esprits échauffés, de ne pas faire justice vous-mêmes mais de laisser les forces de sécurité accomplir leur mission ».
Le bureau du président palestinien Mahmoud Abbas publie alors un communiqué accusant Israël de « protéger les actes terroristes perpétrés par des colons » dans cette zone de Cisjordanie.

#### Attaque terroriste du 27 février et poursuite des violences
Le 27 février, un homme ouvre le feu sur la route de la Mer Morte près de Jéricho, blessant mortellement un Israélo-Américain de 27 ans. L'individu provoque une nouvelle fusillade près du kibboutz d'Almog sans faire de victime. Les forces de l'ordre répliquent, sans parvenir à le neutraliser, et l'homme s'enfuit dans le camp de réfugiés d'Aqabat Jabr.
Le soir même, des émeutiers provenant de colonies juives s'en prennent à des Palestiniens et des soldats de Tsahal sont dépêchés sur place. Mais une voiture conduite par un émeutier tente d'écraser des soldats qui ouvrent le feu sans parvenir à neutraliser l'assaillant qui prend la fuite.

### Accélération des violences en mars

#### Raid israélien à Jénine le 7 mars
Le 7 mars, l'armée israélienne mène à nouveau un raid dans le camp de réfugiés palestiniens de Jénine. Six Palestiniens sont tués dont le terroriste auteur de l'attaque du 26 février et membre du Hamas, selon Israël. 26 autres personnes sont blessées dans l'assaut et la fusillade qui s'est ensuivie. Les forces israéliennes ont employé des véhicules blindés, un drone et un hélicoptère d'attaque. La maison du terroriste a été visée par deux roquettes israéliennes. Le Jihad islamique revendique avoir pris part à la fusillade avec les forces israéliennes, ainsi que les brigades de Jénine et des soldats des forces de sécurité palestiniennes. Deux Israéliens sont blessés dans l'assaut,,.

#### Fusillade à Jaba et attentat à Tel-Aviv le 9 mars
Lors d'une opération pour appréhender des suspects dans le village palestinien de Jaba, près de Jénine, des hommes du Shabak (sécurité intérieure israélienne) sont pris pour cibles par des tirs. Ils ripostent et abattent 3 personnes dont 2 membres du Jihad islamique.
Dans la soirée, un homme ouvre le feu sur des passants sur l'avenue Dizengoff à Tel-Aviv faisant 2 blessés et un mort, avant d'être tué par les forces de l'ordre. Le terroriste, un Palestinien de 23 ans, est identifié comme le fils d'un dirigeant du Hamas.
Dans le même temps, un engin explosif est découvert dans un bus circulant dans la colonie israélienne de Betar Illit.

#### Poursuites des violences en Cisjordanie le 10 et 12 mars
Vendredi 10 mars, un Palestinien lance un cocktail molotov sur des soldats israéliens à Qalqilya, en Cisjordanie et est abattu. Le même jour, un Palestinien en possession de couteaux et d'engins explosif est abattu par un colon israélien dans la colonie de Dorot Illit.
Dimanche 12 mars, 4 Palestiniens armés de M-16 et d’armes de poing attaquent un poste militaire israélien à Jit, près de Naplouse. Trois sont tués et le dernier est fait prisonnier.

#### Attentat à Meggido le 13 mars
Un homme armé serait arrivé en voiture depuis le Liban, selon les autorités israéliennes, et serait venu poser une bombe au carrefour de Meggido. L’explosion blesse grièvement une personne et provoque des coupures de courant dans la région. L’individu armé aurait alors forcé un conducteur à l’emmener vers le nord, mais il est intercepté près de moshav Ya'ara, et abattu par les forces de l’ordre. Il était porteur d’une M-16, d’un revolver et d’une ceinture d’explosif. Les autorités suspectent le terroriste d’être un membre du Hezbollah.

#### Raid israélien à Jénine le 16 mars
Le 16 mars, l'armée israélienne mène un raid dans le camp de réfugiés palestiniens de Jénine. Quatre palestiniens sont tués et 23 blessés dont 5 grièvement, civils et combattants armés compris.

#### Attentats à Huwara le 19 mars et 25 mars
Le 19 mars à Huwara, ville de Cisjordanie occupée où s'étaient déroulées les émeutes de colons juifs le 26 février, un Palestinien de 28 ans tire sur une voiture israélienne, faisant 2 blessés. L'assaillant est lui-même blessé par un tir de riposte d'une des victimes avant d'être arrêté par les forces de l'ordre. Les autorités israéliennes affirment qu'il s'agit d'un membre du Jihad islamique.
Le mouvement Hamas se félicite de l'attaque, indiquant qu'il s'agit « d'une réponse naturelle aux crimes contre les Palestiniens ».
Le 25 mars, deux soldats de Tsahal sont grièvement blessés par arme à feu dans la même localité de Huwara.

### Poursuites des violences en avril, heurts à la mosquée Al-Aqsa et extension de la crise au Liban et à la Syrie
Après un calme relatif durant les premiers jours du Ramadan, de nouvelles violences ont lieu en avril :
Le 1er avril 2023, un attentat à la voiture-bélier vise des soldats de Tsahal et fait 3 blessés, dans les colonies de Goush Etzion en Cisjordanie. Le terroriste est neutralisé ;il était membre des services de sécurité de l'Autorité palestinienne.
Le 4 avril, deux soldats de Tsahal sont blessés dans une attaque à l'arme blanche à Tsrifin, dans le centre d'Israël.

#### Troubles à l'Esplanade des Mosquées, à partir du 4 avril
Dans la nuit du 4 au 5 avril, de violents heurts éclatent dans l’enceinte de la mosquée Al-Aqsa de Jérusalem. Des individus, présentés par les autorités israéliennes comme émeutiers, se sont retranchés dans le lieu saint et ont tiré des mortiers d’artifice, entrainant une intervention au sein même de la mosquée des forces anti-émeutes israéliennes. Plus de 350 personnes sont arrêtées et au moins 37 personnes sont blessées.
La Maison-Blanche se dit « extrêmement préoccupée » par les violences, et exhorte « toutes les parties à éviter une escalade supplémentaire ». Le secrétaire général de l'ONU, António Guterres, de son côté, s'est dit « choqué et consterné » par les « violences et coups » des forces de sécurité israéliennes à l'intérieur de la mosquée Al-Aqsa. La Jordanie, qui administre les lieux saints musulmans de Jérusalem, a appelé les forces israéliennes à se retirer immédiatement de la mosquée, tandis que la Ligue arabe, a dénoncé « un acte d'agression inacceptable menaçant d'enflammer la situation dans la région »,.
En réaction, 10 roquettes sont tirées depuis le nord de la bande de Gaza vers le sud d‘Israël ; 5 sont détruites par le système Dôme de fer, 4 s’écrasent dans des zones inhabitées et une endommage un bâtiment industriel à Sdérot. Le Jihad islamique affirme que les roquettes sont « un premier message d'avertissement ». L'armée israélienne riposte en frappant ce qu'elle présente comme des infrastructures du Hamas à Gaza.
Dans la nuit du 5 au 6 avril, de nouvelles violences surviennent après une autre intervention de la police israélienne dans la mosquée Al-Aqsa. Une dizaine de roquettes sont à nouveau tirées depuis la bande de Gaza sans faire de dégât ni de victime.

#### 6 avril: Tirs de roquettes depuis le Liban du Sud
Dans la journée du 6 avril, au moins 34 roquettes sont lancées depuis le sud du Liban sur le nord d’Israël, 25 sont interceptées par le système Dôme de fer, les autres causent de nombreux départs de feu et blessent au moins 2 personnes. L’espace aérien israélien est partiellement et brièvement fermé. Tsahal réplique avec des tirs d’artilleries sur le sud du Liban.
Selon les autorités israéliennes, le Hamas serait responsable de ces tirs. Le Jihad islamique palestinien quant à lui, salue les tirs de roquettes « nous nous félicitons de cette réponse de la résistance aux crimes de l'ennemi et soulignons que la résistance est un front uni contre l'ennemi sioniste ».
La FINUL appelle à la retenue et qualifie la situation d’« extrêmement sérieuse », et appelle à éviter « une escalade supplémentaire »,.
Après une réunion de crise du cabinet de sécurité, Benjamin Netanyahu promet de faire « payer le prix fort » aux ennemis d'Israël. Tsahal affirme qu'elle « n'autorisera pas l'organisation terroriste Hamas à opérer à partir du Liban et qu'elle [tenait] l'État libanais pour responsable de tout tir dirigé à partir de son territoire ».
Dans la nuit du 6 au 7 avril, l’armée de l’air et l’artillerie israéliennes bombardent de nombreuses cibles dans le sud du Liban et sur la bande de Gaza. Trois infrastructures appartenant au Hamas sont détruites près du camp de réfugiés palestiniens de Tyr au Liban, ainsi que de nombreux sites du Hamas de fabrication d’armes, des tunnels de contrebande et des postes d’observation à Gaza.
En riposte, 44 roquettes sont tirées depuis Gaza sur le sud d'Israël, le bouclier antimissile Dôme de fer abat 8 roquettes, 9 retombent à Gaza, 12 en mer, 14 atterrissent sur des terrains vagues en Israël, et une touche une habitation à Sdérot sans faire de blessé.
En parallèle, des affrontements éclatent dans la nuit entre fidèles et forces de police dans la vieille ville de Jérusalem.
Au matin du 7 avril, le Liban affirme avoir démantelé une nouvelle rampe de lancement de roquettes sur Israël, et qu'il portera plainte auprès du Conseil de sécurité après l'« attaque israélienne sur son territoire »,.

#### Attentats dans la vallée du Jourdain et à Tel-Aviv le 7 avril
Le 7 avril, un véhicule circulant près de la colonie juive d'Efrat, dans la vallée du Jourdain, au nord de la Cisjordanie est la cible d’un individu armé. L’attaque cause la mort de 2 sœurs israéliennes d’une vingtaine d’années et blesse grièvement leur mère âgée de 48 ans qui décède des suites de ses blessures quelques jours plus tard. Le terroriste est en cavale.
Dans la soirée, un attentat à la voiture-bélier a lieu sur une artère touristique de Tel-Aviv longeant une plage. L'attaque fait un mort et 5 blessés ; le terroriste est abattu par les forces de l'ordre.

#### 9 avril: Tirs de roquettes depuis la Syrie
Dans la nuit du 8 au 9 avril, au moins 2 salves de roquettes sont tirées depuis la Syrie vers le Golan. Certaines roquettes tombent en Syrie, au moins une en Jordanie et certaines sont interceptées par le système Dôme de fer israélien ou tombent sur des terrains inhabités. Aucune victime n’est à déplorer.
En riposte, l’artillerie israélienne fait feu sur la Syrie et le site de lancement de roquettes est ciblé par des drones israéliens. Plus tard dans la nuit, l’aviation israélienne mène de nombreuses frappes en représailles, sur des positions de l’armée syrienne visant une base militaire, des radars, des pièces d’artillerie syriennes et des dépôts de munitions. Selon la chaîne de télévision libanaise Al Mayadeen, le Jihad islamique palestinien serait responsable de ces tirs,.

#### Attaque terroriste du 25 avril à Jérusalem
Le 25 avril, une attaque à la voiture-bélier survient à Jérusalem et fait au moins 5 blessés. Le terroriste est abattu par un civil armé, il était originaire de Jérusalem-Est. Plus tôt, un Palestinien avait été tué en Cisjordanie lors d'une opération de l'armée israélienne.

### Mort en détention de Khader Adnane et regain de tension avec Gaza en mai
Le 2 mai 2023, Khader Adnane, un haut responsable et une figure plébiscitée du Jihad islamique palestinien meurt en détention. Âgé de 45 ans, il avait entamé une grève de la faim depuis plus de 80 jours pour protester contre son enfermement.
Khader Adnane était originaire du nord de la Cisjordanie occupée et avait été emprisonné de nombreuses fois entamant plusieurs grèves de la faim. Il était devenu un symbole pour les Palestiniens. Selon l’administration pénitentiaire israélienne, il a été « retrouvé inconscient dans sa cellule » puis hospitalisé. Elle affirme également que le prisonnier « refusait de subir des examens médicaux et de recevoir des soins » depuis le début de sa protestation.
Le Jihad Islamique réagit en clamant que : « Le héros libre, Khader Adnane, est mort en martyr du fait d'un crime commis par l'ennemi devant le monde, qui approuve l'injustice et le terrorisme, le protège et le couvre ». Le mouvement rajoute qu’Israël « paiera le prix de ce crime ». En effet, dès l’aube, des salves de roquettes et de mortiers sont tirées de Gaza vers le sud d’Israël. Ces tirs sont revendiqués conjointement par le Jihad Islamique et le Hamas. 104 roquettes ont été tirées : 11 sont tombées dans la mer, 14 à Gaza, 24 ont été interceptées par le système Dôme de fer et 48 sont tombées dans des terrains vagues. Le reste frappe la ville de Sdérot faisant 3 blessés. Israël riposte immédiatement avec des tirs de chars et d’artillerie. Dans la nuit, des frappes aériennes israéliennes visent 16 positions du Hamas et du Jihad islamique, dont des tunnels de contrebande, des stocks d'armes et un avant-poste militaire. Ces frappes font 1 mort et 5 blessés dans la bande de Gaza,,.
Le 3 mai, un cessez-le-feu « réciproque et simultané » est obtenu grâce aux efforts de responsables égyptiens, qatariens et des Nations-Unies et entre en vigueur à 03h30, heure locale.

#### Raid israélien à Naplouse le 4 mai
Le 4 mai, une opération conjointe des forces de sécurité du Shabak (ou Shin Beth), de l’armée et de la police israélienne vise des militants du Hamas à Naplouse en Cisjordanie. Des dizaines de blindés israéliens entre dans la ville, et les échanges de tirs sont intenses. L'assaut se solde par la mort de trois supposés terroristes dont les deux auteurs de l’attaque du 7 avril dans la vallée du Jourdain, qui avait couté la vie à deux sœurs et leur mère. Neuf Palestiniens sont également blessés,.
Plus tard dans la même journée, un soldat est blessé au couteau par une Palestinienne près de Huwara, en Cisjordanie. L’assaillante est abattue par les forces de l’ordre,.

#### Raid israélien à Tulkarem le 6 mai
Le 6 mai, un raid israélien survient à Tulkarem en Cisjordanie, causant la mort de deux Palestiniens. Ceux-ci étaient suspectés par les autorités israéliennes d'être impliqués dans une attaque par balles à Avnei Heftz, une colonie israélienne, qui avait fait un blessé. Les deux suspects étaient membres de la Brigade de Tulkarem, reliées aux Brigades des martyrs d'Al-Aqsa.

### 9 au 13 mai: opération «Bouclier et Flèche» à Gaza
Dans la nuit du 8 au 9 mai, l'aviation israélienne, avec 40 avions de combat, mène une série de frappes ciblées contre trois hauts responsables du Jihad islamique : Khalil Bahitini, le commandant du Jihad islamique dans le nord de Gaza, Jahed Ahnam, haut responsable du conseil militaire du groupe et Tarek Azaldin dirigeant des activités terroristes du Jihad islamique en Cisjordanie depuis une base située à Gaza. Dix autres personnes, dont des civils incluant quatre enfants des trois leaders terroristes ont également péri lors de ce raid et 20 personnes ont été blessées. D'autres sites ont aussi été bombardés dont : un poste militaire, une usine de fabrication de roquettes à Khan Younis et une autre installation où le Jihad islamique aurait produit du béton pour renforcer des tunnels de contrebande,,.
La France, par la voie d’Anne-Claire Legendre, porte-parole du ministère des Affaires étrangères, réagit en rappelant « les obligations de protection des civils et de respect du droit international humanitaire qui incombent à Israël » et exprime nouveau « sa vive préoccupation face à l'escalade en cours à Gaza ». Paris appelle également « toutes les parties à continuer à travailler à restaurer un horizon politique en vue d'une paix juste et durable ». De plus, le coordinateur spécial des Nations unies pour le processus de paix au Moyen-Orient, Tor Wennesland, condamne la mort « inacceptable » de civils lors des frappes israéliennes. Le ministre des affaires étrangères égyptien exprime également sa désapprobation, « Nous rejetons les agressions israéliennes qui alimentent la situation d'une manière qui pourrait échapper à tout contrôle dans les territoires palestiniens occupés et saper l'effort de trêve ».
Plus tard dans la journée du 9 mai, l'armée israélienne affirme avoir abattu deux autres membres du Jihad islamique qui transportaient des missiles guidés antichars à bord d'une voiture à Khan Younès.
Le matin du 10 mai, un raid israélien a lieu à Qabatiya, près de Jénine en Cisjordanie. Deux combattants du Jihad Islamique sont tués lors d'un échange de tirs avec Tsahal. Dans la matinée, d'autres frappes israéliennes visent la bande de Gaza faisant au moins un mort et un blessé. Dans l'après midi, le Jihad Islamique procède à des tirs de salves de roquettes sur le sud d'Israël et sur la région de Tel-Aviv. Selon Israël, 469 roquettes ont été tirées dont 333 ont pénétré l'espace aérien israélien, la grande majorité ont été interceptées par le système dôme de fer, mais aussi par le système antiaérien Fronde de David au-dessus de Tel-Aviv. Des impacts directs contre des habitations ont été signalés à Sdérot, et Ashkelon faisant un blessé. Une dizaine de personnes sont également légèrement blessées indirectement et prises en charge dans les hôpitaux pour des chutes en se dirigeant vers les abris anti-bombes ou pour attaque de panique. Dans la soirée Tsahal a commencé à évacuer les localités proches de la bande de Gaza, et les bombardements sur les positions du Jihad Islamique ont continué dans la journée, faisant au moins 6 nouveaux morts dont un enfant et 4 combattants du Front populaire de libération de la Palestine,.
Du 10 au 11 mai, 800 roquettes et missiles sont tirés depuis la bande de Gaza sur Israël, dont 179 interceptés par le dôme de fer, tandis que 191 cibles sont bombardées à Gaza faisant au moins 29 morts. Dans la soirée du 11 mai, un immeuble est frappé à Rehovot, près de Tel-Aviv par un missile Burak 89 de fabrication iranienne, faisant un mort et une dizaine de blessés,.
Le 13 mai, un raid israélien a lieu dans le camp de réfugiés de Balata à Naplouse, faisant 2 morts, des combattants des Brigades des martyrs d'Al-Aqsa, la branche armée du Fatah.
Le soir du 13 mai, une trêve est conclue, grâce à la médiation de l’Égypte. En 5 jours d’affrontement le bilan, selon l'armée israélienne, est de 1468 roquettes et obus tirés depuis la bande de Gaza dont 1139 ont franchi la frontière, 290 sont tombés dans la bande de Gaza, et 430 roquettes ont été interceptées par les systèmes antiaériens israéliens. Le restant est principalement tombé dans des zones inhabitées, mais quelques roquettes ont frappé des habitations, faisant 2 morts (dont un Palestinien tué dans le sud d’Israël) et 71 blessés selon le Magen David Adom, dont 27 par des éclats. L’armée israélienne a bombardé 422 sites appartenant au Jihad Islamique dont 19 centres de commandement, 12 sites de fabrication d'armes, 122 lance-roquettes, 63 sites de lancement de mortiers, 10 escadrons de lancement de roquettes et de mortiers, et 21 éliminations ciblées. Ces frappes font 34 morts dont 6 cadres du mouvement terroriste et 13 civils selon le Bureau des affaires humanitaires de l’ONU, ainsi que 190 blessés et 950 déplacés,,,.
Le 14 mai, Israël rouvre les postes-frontière avec la bande de Gaza.
Pour le premier ministre israélien Benjamin Netanyahu, l'opération « Bouclier et Flèche » est un succès. Selon lui, les objectifs ont été atteints et Israël a renforcé sa dissuasion, qu'il jugeait insuffisante. « Quiconque veut nous faire du mal comprendra mieux la signification des mots "son sang est sur ses propres mains" » affirme-t-il.

### Fin mai et juin 2023: accalmie puis recrudescence des violences
Depuis la fin de l'opération « Bouclier et Flèche » le niveau de violence retombe, mais des tensions sporadiques ont encore lieu au gré des raids israéliens en Palestine et des attaques terroristes palestiniennes.
Le 22 mai, un raid israélien antiterroriste mené simultanément dans les camps de réfugiés de Naplouse et Jénine, fait 3 morts coté palestinien. Le porte parole de Mahmoud Abbas déclare en réaction : « Ce qui s'est passé dans le camp de réfugiés de Balata est un véritable massacre et la continuation de la guerre totale menée contre le peuple palestinien. L'agression en cours à Naplouse est un crime de guerre auquel il faut mettre fin ». Il appelle également l'administration américaine à intervenir pour « arrêter la folie israélienne qui entraînera la région dans une explosion ».
Le 29 mai, un nouveau raid israélien antiterroriste à Naplouse et Jénine fait au moins 20 blessés coté palestinien.
Le 2 juin, deux Palestiniens armés attaquent un poste militaire israélien près de la colonie de Neve Tsouf. Lors des tirs de riposte, deux civils palestiniens sont blessés dont un enfant de 3 ans. Celui-ci est évacué par un hélicoptère Sikorsky S-70 de Tsahal vers le Centre médical Chaim Sheba à Tel Hashomer, tandis que son père est transporté à l'hôpital de Ramallah. Le jeune garçon décédera des suites de ses blessures quelques jours plus tard.
Le 5 juin, un attentat à la voiture bélier a lieu à Hawara, blessant 2 soldats israéliens. L'auteur de l'attaque est interpellé en possession d'un couteau.
Le 13 juin, un attentat survient près de la colonie israélienne d'Hermesh (en), où un homme ouvre le feu depuis son véhicule. 5 personnes sont blessés dont 4 soldats de Tsahal.

#### Raid israélien à Jénine le 19 juin
Le 19 juin, un raid « antiterroriste » israélien a lieu à Jénine pour arrêter deux suspects. L’incursion se déroule en zone urbaine, et les soldats sont pris dans une embuscade par des groupes palestiniens armés et visés par des plusieurs engins explosifs improvisés (IED). Un hélicoptère Apache de Tsahal mène des frappes, avec au moins deux tirs de missiles, pour soutenir les troupes israéliennes, une première depuis la seconde intifada. Les combats sont violents et au moins 6 Palestiniens dont trois membres du Jihad islamique et un enfant sont tués et 90 personnes blessées. 7 soldats israéliens, 2 de Tsahal et 5 de la police au frontière, sont également blessés,,.
Le soir même, un attentat à la voiture bélier a lieu au nord de la Cisjordanie où 4 personnes dont 2 soldats israéliens sont blessées.

#### Attaque à Eli le 20 juin et émeutes de représailles
Le 20 juin, une double attaque armée a lieu dans et devant la colonie israélienne d'Eli en Cisjordanie. 4 personnes sont tuées et 4 autres blessées. Les 2 assaillants sont abattus.
Le Hamas revendique l'attaque. Hazem Qassem, porte-parole du mouvement, indique qu'elle est une « réponse aux crimes de l'occupation dans le camp de Jénine hier et à la prise d'assaut de la mosquée Al-Aqsa », tandis que le porte-parole du Jihad Islamique Palestinien, Tariq Selmi déclare : « Nous nous félicitons de l'attentat et nous le considérons comme une réponse naturelle à l'escalade des crimes d'occupation contre le peuple palestinien »,,.
Le premier ministère israélien, Benyamin Netanyahou, annonce la construction de 1 000 logements supplémentaires, dans la colonie israélienne, doublant sa taille.
Dès le soir, des émeutiers venus des colonies juives s'en prennent à plusieurs localités palestiniennes dont Hawara et Turmus Aya. Un Palestinien est tué par balle, et 8 autres sont blessés par des colons. Le maire de Turmus Aya signale que 60 véhicules et 30 maisons ont été incendiés, ainsi que des terres agricoles. En tout, 36 personnes ont été blessées dans les affrontements et 3 Israéliens ont été arrêtés par Tsahal.
Dans la soirée du 21 juin, un drone israélien repère et détruit un véhicule, avec à son bord 3 individus appartenant à une cellule terroriste, selon le Shin Bet.

### Raid israélien d'ampleur à Jénine le 3 et 4 juillet
Le 3 juillet un raid israélien d'ampleur, avec près de 2 000 soldats déployés, vise « une infrastructure terroriste » appartenant au Brigades de Jénine, à savoir la mosquée Al Ansari de Jénine transformée en repaire « fortifié » avec tunnel souterrain et une cache d’armes. Après de longs échanges de tirs avec des Palestiniens armés qui y étaient retranchés, les forces israéliennes ont finalement réussi, le 3 juillet après-midi, à pénétrer dans le bâtiment dans le cadre d’une opération anti-terroriste majeure menée dans le camp de réfugiés de Jénine. Pendant l'opération, Tsahal procède à au moins 10 frappes de drones. Le bilan des combats est d'au moins 12 Palestiniens tués, 100 blessés dont 20 graves, ainsi qu'un soldat 1 soldat israélien tué par un tir ami et un autre blessé. 300 Palestiniens sont arrêtés par les forces israéliennes. Dans la nuit du 3 au 4 juillet, 3000 Palestiniens fuyant les combats quittent le camp de réfugiés de Jénine. Le ministre de la Défense, Yoav Galant, a déclaré que Jénine, « ces deux dernières années, était devenue une usine du terrorisme. Cela a pris fin au cours des deux derniers jours » et il a ajouté : « Nous avons interrompu le processus de fabrication d’armes, mis la main sur des milliers de bombes, détruit des dizaines de sites de production, d’ateliers et de laboratoires d’explosifs »,.
L'Égypte condamne « avec la plus grande fermeté » l'opération et rejette « des attaques et incursions israéliennes répétées contre les villes palestiniennes, et des victimes civiles innocentes qui en résultent, dans le cadre d'un usage excessif et aveugle de la force, et d'une violation flagrante des dispositions du droit international ». L'administration américaine fait part de ses inquiétudes quant à la situation en Cisjordanie,,.
Le représentant de l'Union Européenne dans les territoires palestiniens, Sven Kuehn von Burgsdorff, dénonce l’opération de l’armée israélienne dans le camp de Jénine. Il déclare : « Nous sommes préoccupés par le déploiement d'armes et de systèmes d'armes qui remettent en question la proportionnalité de l'armée pendant l'opération ».
Antonio Guterres, Secrétaire général de l'ONU accuse, quant à lui, les forces israéliennes de faire « usage d'une force excessive ».
L'Autorité Palestinienne, quant à elle, indique cesser complètement la coopération sécuritaire avec Israël.
En représailles au raid israélien, un Palestinien de 16 ans commet une attaque au couteau à Bnei Brak près de Tel-Aviv, blessant une personne. Le 4 juillet, un Palestinien commet un attentat à la voiture bélier et à l'arme blanche à Tel-Aviv faisant au moins 9 blessés dont 3 graves. Il est abattu par un citoyen israélien armé. L'attaque est saluée par le Hamas et le Jihad Islamique,. Dans la nuit du 4 au 5 juillet, 5 roquettes sont tirées depuis la Bande de Gaza. Elles sont toutes interceptées par le système dôme de fer, mais des débris endommagent légèrement des habitations à Sdérot. L'armée israélienne réplique avec des frappes sur des cibles du Hamas à Gaza, sans faire de victimes.

#### Attaque de Kedumim le 6 juillet et raid israélien à Naplouse le 7 juillet
Un soldat israélien est tué sur un point de contrôle devant la colonie juive de Kedumim (en), près de Naplouse en Cisjordanie. L'assaillant, un Palestinien affilié au Hamas, est tué par les soldats israéliens à la suite d'une course poursuite. Le 6 juillet, le bras armé du Hamas, les brigades al-Qassam revendiquent cet attentat ainsi que l'attaque à la voiture-bélier de Tel-Aviv le 4 juillet et l'attaque d'Eli, le 20 juin 2023.
Le lendemain, le 7 juillet, une opération de Tsahal vise une habitation à Naplouse. Lors des échanges de tirs, deux Palestiniens sont tués, et un soldat israélien est blessé,.

### Violences sporadiques en juillet et en août
Le 10 juillet, un groupe armé palestinien affilié au Hamas, le Bataillon Al-Ayyash tirs depuis Jénine, deux roquettes artisanales sur la colonie israélienne de Shaked en Cisjordanie, sans faire de dégâts. Le groupe avait, par le passé, tenté plusieurs tirs sur des colonies juives, sans succès.
Le 19 juillet, lors d'un pèlerinage de fidèles juifs au tombeau de Joseph en Cisjordanie, des heurts éclatent avec des Palestiniens. Les forces de sécurité israéliennes interviennent et font un mort et 4 blessés coté palestiniens.
Le 21 juillet, un soldat israélien est blessé par un engin explosif, le 24, un bus israélien est visé par des tirs à Hawara, le 25 des palestiniens armés ouvrent le feu avec des fusils d'assaut M16 depuis un véhicule sur des soldats israéliens à près de Naplouse. Les 3 assaillants sont tués par la riposte des soldats israéliens,,.
Le 10 août, des soldats israéliens ont abattu un commandant des Brigades Al-Aqsa près de Naplouse. Le 15 août, lors d'une opération israélienne à Jéricho, 2 Palestiniens sont tués et 4 blessés dans des échanges de tirs. Le même jour, des tirs de roquettes depuis Jénine vise la colonie juive de Shaked sans faire de victime,. Le 16 août, des soldats israéliens sont visés par des tirs à Hawara en Cisjordanie occupée. Le 17 août, lors d'une opération antiterroriste à Jénine, l'armée israélienne abat un soldat des Brigades des martyrs d'Al-Aqsa qui a ouvert le feu.

#### Attentats à Hawara le 20 août et à Hébron le 21 août
Le 20 août, 2 israéliens, un homme de 60 ans et son fils de 28 ans sont tués par un Palestinien armé dans une station service d'Hawara en Cisjordanie.
Le lendemain, le 21 août, une israélienne de 40 ans est tuée et un israélien gravement blessé par des tirs provenant d'un autre véhicule sur une route près d'Hébron en Cisjordanie,.

### OpérationDéluge d'al-Aqsa
Le 7 octobre 2023, après une relative accalmie depuis la dernière confrontation de mai, le Hamas déclenche l'opération Déluge d'al-Aqsa. C'est une opération de grande envergure aéro-maritimo-terrestre contre l'état d'Israël, responsable de la mort de centaines de civils dans les villes et kibboutz aux alentours de la bande de Gaza. Tsahal réplique avec l'opération Glaive de fer contre la bande de Gaza, comprenant d'intenses bombardements et un siège total du territoire palestinien enclavé causant la mort de milliers de personnes,.